# Savoy (gruppo musicale)
I Savoy sono un gruppo musicale composto da due artisti norvegesi ed una statunitense, attivo dal 1996, influenzato dagli anni sessanta e novanta.
Paul Waaktaar-Savoy è anche membro degli a-ha ed è sposato con Lauren Lucia Savoy.

## Formazione
- Paul Waaktaar-Savoy: autore, voce, chitarra, tastiere, batteria
- Lauren Waaktaar-Savoy: autrice, voce, chitarra

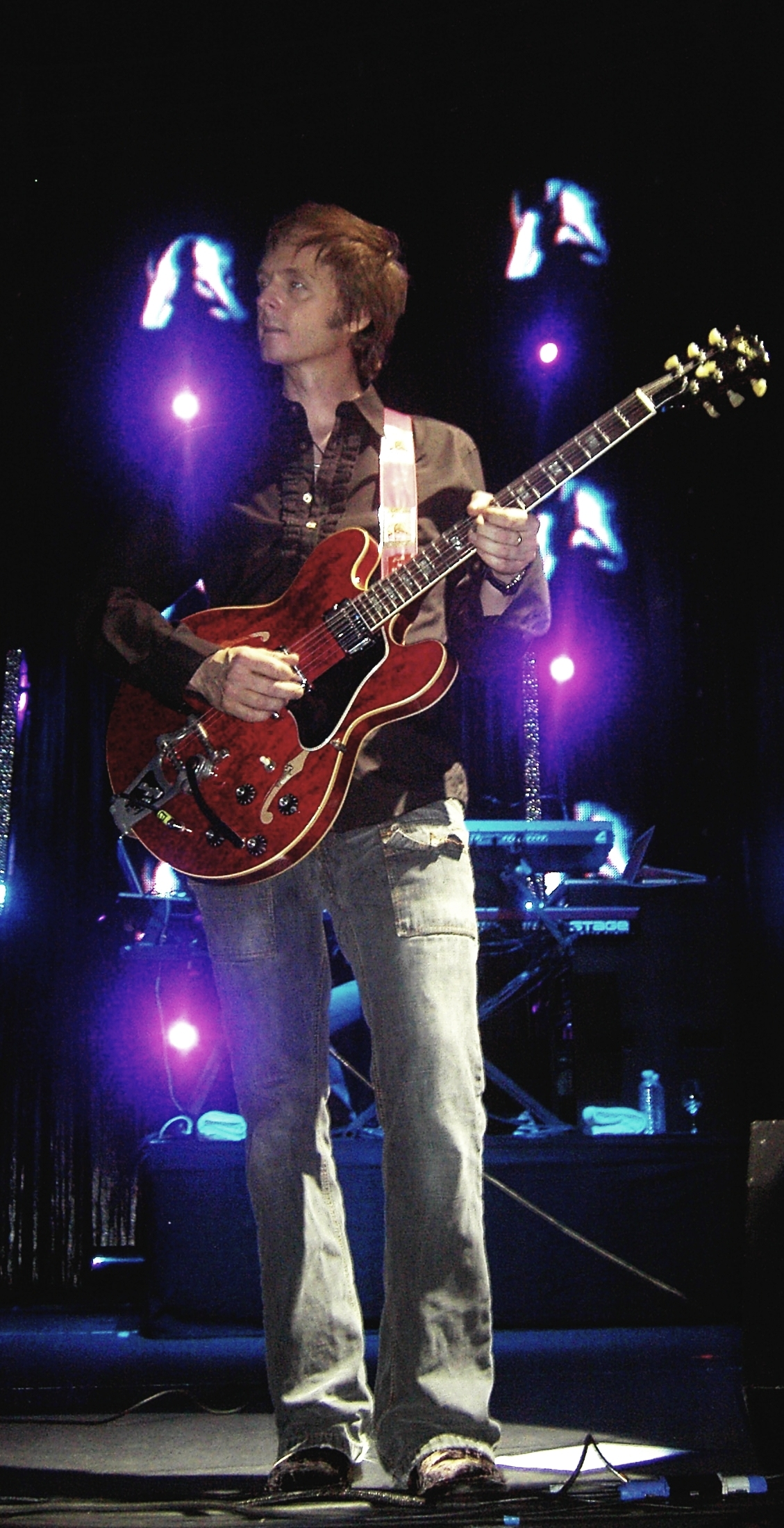
Paul Waaktaar-Savoy

- Frode Unneland: batteria, cori

Ex componenti
- Maya Vik: basso

## Storia del gruppo
I Savoy nascono durante i sette anni di pausa artistica del gruppo a-ha di cui Paul Waaktaar-Savoy fa parte.
Il primo album Mary Is Coming viene pubblicato nel 1996, il secondo Lackluster Me, realizzato nel 1997, riceve il premio Spellemannprisen (il Grammy norvegese).
Mountains of Time esce nel 1999, il primo estratto Star (I'm Not Stupid Baby) viene passato nelle principali radio norvegesi ed entra nella Hit40. Questo album ebbe un'ottima critica da parte dei quotidiani Dagbladet  e VG, entrando nella TOP 40 di quest'ultimo. Fu un grande successo per il gruppo, e nel 2000 l'album riceve la nomination per il premio Spellemannprisen.
Nel 2001 I Savoy fanno uscire il quarto album Reasons to Stay Indoors, da cui viene tratto come primo singolo You Won't Come to the Party.
Nel 2004 i Savoy terminano di incidere e pubblicano il quinto album omonimo.
Nel 2006 il gruppo lavora su un nuovo album, una raccolta comprendente anche dei brani inediti.

## Discografia

### Album

#### Album in studio
- 1996 Mary Is Coming
- 1997 Lackluster Me
- 1999 Mountains of Time
- 2001 Reasons to Stay Indoors
- 2004 Savoy
- 2007 Savoy Songbook Vol. 1
- 2018 See the Beauty in Your Drab Hometown

#### Raccolte
- 2007 Savoy Songbook Vol. 1

### Singoli
- Velvet
- Underground (solo promozionale)
- Mary Is Coming (solo promozionale)
- Rain (solo promozionale)
- Foreign Film (solo promozionale)
- Xmas Time (Blows My MInd)
- I Still Cry (solo promozionale)
- Star (solo promozionale)
- Grind You Down (solo promozionale)
- Man in the Park (solo promozionale)
- You Won't Come to the Party
- Half of the Time (solo promozionale)
- Five Million Years (solo promozionale)
- Whalebone (solo promozionale)
- Empty of Feeling (solo promozionale)
- Karma Boomerang (solo promozionale)
- Best Western Beauty (solo promozionale)
- Night Watch